# Belgun
Belgun (bulgariska: Белгун) är ett distrikt i Bulgarien.   Det ligger i kommunen Obsjtina Kavarna och regionen Dobritj, i den östra delen av landet, 400 kilometer öster om huvudstaden Sofia.
Trakten runt Belgun består till största delen av jordbruksmark. Runt Belgun är det ganska glesbefolkat, med 30 invånare per kvadratkilometer.